# Homey
Homey је паметан систем затвореног кода који нам омогућава интеграцију различитих паметних уређаја у домаћинству, а његов развој игра кључну улогу у еволуцији паметног чворишта. Циљна група корисника су особе које поседују вештине управљања паметним апликацијама. Главне функције Homey система су следеће: аутоматско паљење светала, закључавање након одређеног времена по напуштању дома, повезивање са свим уређајима у кући.

## Историја
Homey је развијен од стране холандске компаније Athom B.V. Први пут је представљен као пројекат на платформи Kickstarter године 2014.  који су осмислили Емил Нијсен и Стефан Виткам . Након кампање, компанија Athom је основана како би се наставио развој овог производа. Homey је први пут представљен тржишту године 2016.

## Предности и недостаци
Неке од главних предности су: висок ниво интеграције, персонализовано искуство, једноставност коришћења,безбедност података, већа продуктивност клијената у обављању дневних задатака, честа ажурирања система и представљање нових функција.
Неки од недостака би били следећи: висока цена у односу на конкуренте, проблеми са компатибилношћу, мање ефикасан приликом употребе платформи отвореног кода.

## Модели
- Homey (2016) - Прва верзија овог уређаја која је представљена тржишту. Има уграђен микрофон и софтвер за препознавање говора [3] .Имао је подршку за повезивање преко Wi-Fi-ja, Bluetooth-a, ZigBee-a и инфрацрвено светло.
- Homey (2019) - друга верзија овог система. Има значајне промене у односу на претходну верзију које се тичу уклањања микрофона јер није био довољног квалитета, такође дошло је и до значајних промена у самом хардверу [4]. Софтвер је унапређен на 2.0 верзију. Неке од промена на софтверу су била мобилна апликација. Додатна функција је контрола расвете помоћу KNX-a. [5]
- Homey (2022) - развијен је 7. септембра 2021. као додатна бежична антена за услугу у облаку. Подржане технологије су: Wi-Fi, Bluetooth, ZigBee, BluetoothLow Energy.
- Homey Pro (2023) - Значајне промене су биле нов дизајн, заснован на Raspberry Pi Compute Module 4 који се испоручује са четворојезгарним процесором, 2 GB меморије и 8 GB flash меморије. Подржане технологије су: Wi-Fi, Bluetooth, ZigBee, Bluetooth Low Energy, Matter, Infrared и Thread.